# Leon Koźmiński

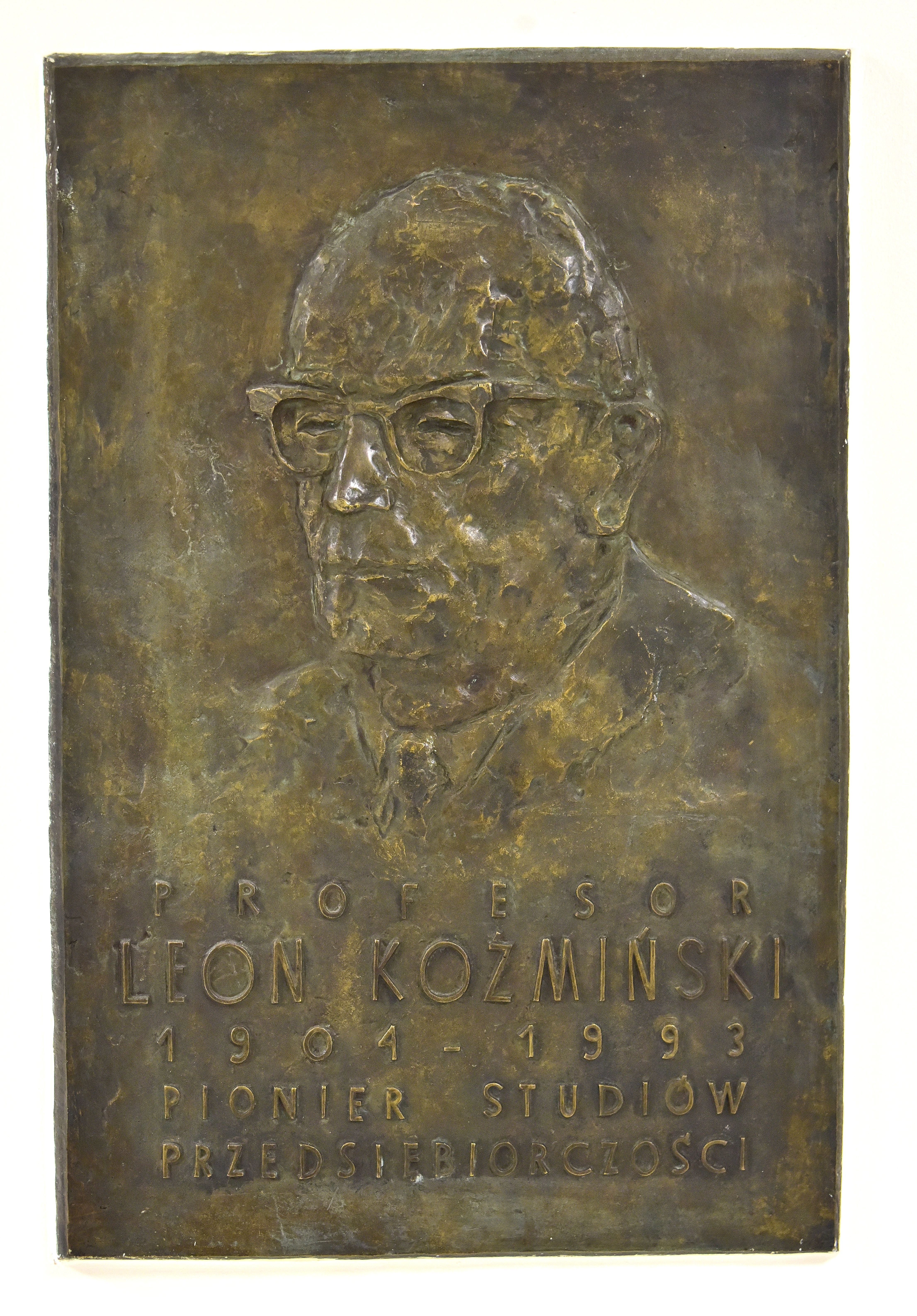
Tablica pamiątkowa poświęcona Leonowi Koźmińskiemu

Leon Koźmiński (ur. 18 września?/1 października 1904 w Daszkowcach, pow. lityński, zm. 16 czerwca 1993 w Warszawie) – profesor zwyczajny, polski ekonomista, porucznik Armii Krajowej, uczestnik powstania warszawskiego

## Życiorys
Urodził się w Daszkowcach, na terytorium dzisiejszej Ukrainy, w rodzinie Bolesława Koźmińskiego h. Poraj (zm. 1914), ziemianina, i Marii z Dyakowskich (1882–1970). Szkołę średnią ukończył w Lozannie. Następnie studiował w kraju, w Szkole Głównej Handlowej, w której uzyskał magisterium. Był jednym z pierwszych stypendystów rządu II RP, dzięki czemu w 1929 obronił doktorat na Sorbonie, w Paryżu. Wkrótce później habilitował się i podjął pracę akademicką w SGH, gdzie był docentem specjalizującym się w organizacji i technice handlu. Uczył tam też języka francuskiego. 
W kampanii wrześniowej 1939 walczył jako porucznik w 21. pułku piechoty. Udało mu się uniknąć niewoli rosyjskiej. W czasie okupacji niemieckiej uczył w Miejskiej Szkole Handlowej w Warszawie oraz w Instytucie Morskim przy tajnym Uniwersytecie Ziem Zachodnich. Równocześnie działał w konspiracji, w komórce „Z” – „Ziemie Zachodnie”, przy Delegaturze Rządu na Kraj. W stopniu porucznika walczył na Mokotowie w powstaniu warszawskim jako członek dowództwa Zgrupowania AK „Baszta”. Po upadku powstania został wywieziony do Niemiec.
Po wojnie, od 1947 współorganizował ponowne uruchomienie SGH, w której był kierownikiem katedry i dziekanem. Wychował kilka pokoleń polskich ekonomistów i wypromował 16 doktorów.
Opublikował ponad 150 prac z dziedziny nauk handlowych, w tym kilka podręczników powszechnie stosowanych na uczelniach ekonomicznych. 
Od 1935 był mężem Marii Janiny z Szołkowskich (1906–1992). Jego syn, Andrzej Krzysztof Koźmiński, w latach 1993–2011 był rektorem Wyższej Szkoły Przedsiębiorczości i Zarządzania w Warszawie (od 2008 pn. Akademia Leona Koźmińskiego).
Zmarł w Warszawie, pochowany na cmentarzu Powązkowskim (kwatera 105-6-20).

## Ordery i odznaczenia
- Srebrny Krzyż Zasługi (23 czerwca 1955)[6]
- Medal 10-lecia Polski Ludowej (19 stycznia 1955)[7]

## Upamiętnienie
Postanowieniem Rady Powierniczej Wyższa Szkoła Przedsiębiorczości i Zarządzania otrzymała w 1997 imię prof. Leona Koźmińskiego. Od 6 sierpnia 2008 uczelnia, decyzją Ministra Nauki i Szkolnictwa Wyższego, nosi nazwę Akademia Leona Koźmińskiego.